# مادما
مادما قرية فلسطينية تقع شمال الضفة الغربية وتتبع محافظة نابلس، وهي من القرى المحتلة في حرب 1967.

## التسمية
يعتقد أن اسم مادما تحريف لكمة «ميدبا» العربية الكنعانية بمعنى مياه أو «ميد دبا» حيث تشتهر المنطقة المجاورة للقرية بالينابيع.

## التاريخ

### العهد العثماني
تبعت مادما إلى الإمبراطورية العثمانية في عام 1517 مع كل فلسطين، وكانت تتبع ولاية شرق بيروت. في عام 1596 ظهر لأول مرة اسم مادما في سجلات الضرائب العثمانية، حيث دفعوا معدل ثابت للضريبة بنسبة 33,3٪ على المنتجات الزراعية المختلفة، مثل القمح، والشعير، والمحاصيل الصيفية، والزيتون، والماعز، وخلايا النحل. عام 1882، أجرى صندوق استكشاف فلسطين الغربية مسحاً للبلدة ووصفها بأنها «قرية صغيرة في واد».

### الانتداب البريطاني
في عام 1917، سقطت مادما بيد الجيش البريطاني، ودخلت القرية مع باقي فلسطين مظلة الانتداب البريطاني على فلسطين عام 1920، وأصبحت مادما تتبع لقضاء نابلس في تلك الفترة حتى وقوع النكبة.
أجرت سلطات الانتداب البريطاني تعدادا عاما للسكان عام 1922، وقد بلغ عدد السكان حوالي 170 نسمة، ثم تزايد العدد حتى وصل إلى 211 نسمة في تعداد عام 1931. أما في تعداد عام 1945، فبلغ عدد سكان مادما حوالي 290 نسمة جميعهم مسلمون.

### الحكم الأردني
في أوائل خمسينيات القرن العشرين أتبعت مادما للحكم الأردني بين حربي 1948 و1967، وكان عدد سكانها آنذاك حوالي 456 نسمة عام 1961، وكانت تتبع إدارياً إلى قضاء نابلس.

### النكسة
سقطت مادما في يد الاحتلال بعد حرب النكسة.

### السلطة الفلسطينية
بعد تأسيس السلطة الفلسطينية، قسمت أراضي القرية إلى قسمين: الأول شكل حوالي 62% وعرف باسم المنطقة «ب»، بينما القسم الآخر والذي النسبة المتبقية عرف باسم المنطقة «ج».

## الجغرافيا
تقع قرية مادما جنوب مدينة نابلس على بعد قرابة 5 كم منها، على ارتفاع 498 م عن سطح البحر. تبلغ مساحتها قرابة 3,400 دونماً، المساحة العمرانية منها حوالي 600 دونماً. ويحيط بها من الشرق بلدة بورين، ومن الجنوب والغرب بلدة عصيرة القبلية، أما من الشمال بلدتي تل وعراق بورين.

## السكان
دخلت فلسطين وفود كبيرة عبر العصور من تجار وغيرهم وذلك لموقعها الهام كنقطة وصل بين القارات، ومركز للحضارات والأديان.
يبلغ عدد سكان مادما حاليا حوالي 2,092 نسمة جميعهم من المسلمين وذلك حسب التعداد العام للسكان 2017 الذي أجراه الجهاز المركزي للإحصاء الفلسطيني.
| السنة      | (1922) | (1931) | (1945) | (1961) | تعداد (1997) | تعداد (2007) | تعداد (2017) |
| ---------- | ------ | ------ | ------ | ------ | ------------ | ------------ | ------------ |
| عدد السكان | 170    | 225    | 290    | 456    | 1,239        | 1,754        | 2,092        |

### عائلات مادما
تضم قرية مادما ثلاث عائلات رئيسية هي، زيادة، نصّار، قط، وتتفرع منها عائلات صغيرة.

### أعلام مادما
- يامن فرج.

## مؤسسات القرية
يدير القرية مجلس قروي مكون من 9 أعضاء. وفيها مدرستان حكوميتان، ومسجدان، إضافة إلى مركز ثقافي وهو مركز يامن الثقافي.

## الاقتصاد

### الزراعة
تعد الزراعة القطاع الاقتصادي الرئيسي في البلدة، تنتج البلدة محاصيل الزيتون، والتين، واللوز، والعدس، والقمح وبعض الخضراوات. لكن التوسع العمراني للبلدة والتوسع في البنية التحتية وفتح الشوارع قلص المساحات المزروعة من الأراضي الزراعية.

## الاستيطان
استولت مستوطنة يتسهار على أراضي القرية، بالإضافة إلى الأراضي المأخوذة من بلدات المجاورة.